# Simoca (kommunhuvudort i Argentina)
Simoca är en kommunhuvudort i Argentina.   Den ligger i provinsen Tucumán, i den norra delen av landet, 1 100 km nordväst om huvudstaden Buenos Aires. Simoca ligger 325 meter över havet och antalet invånare är 7 939.
Terrängen runt Simoca är mycket platt. Närmaste större samhälle är Monteros, 17,5 km nordväst om Simoca.
Omgivningarna runt Simoca är en mosaik av jordbruksmark och naturlig växtlighet. Runt Simoca är det ganska glesbefolkat, med 25 invånare per kvadratkilometer.